# Antho novizelanica
Antho novizelanica är en svampdjursart som först beskrevs av Ridley och Duncan 1881.  Antho novizelanica ingår i släktet Antho och familjen Microcionidae. Inga underarter finns listade i Catalogue of Life.